# Linthorpe
Linthorpe – dawna wieś, teraz część miasta Middlesbrough, w Anglii, w hrabstwie ceremonialnym North Yorkshire, w dystrykcie (unitary authority) Middlesbrough. Leży 68 km na północ od miasta York i 347 km na północ od Londynu. W 2011 miejscowość liczyła 9711 mieszkańców.